# Bloomington-Normal

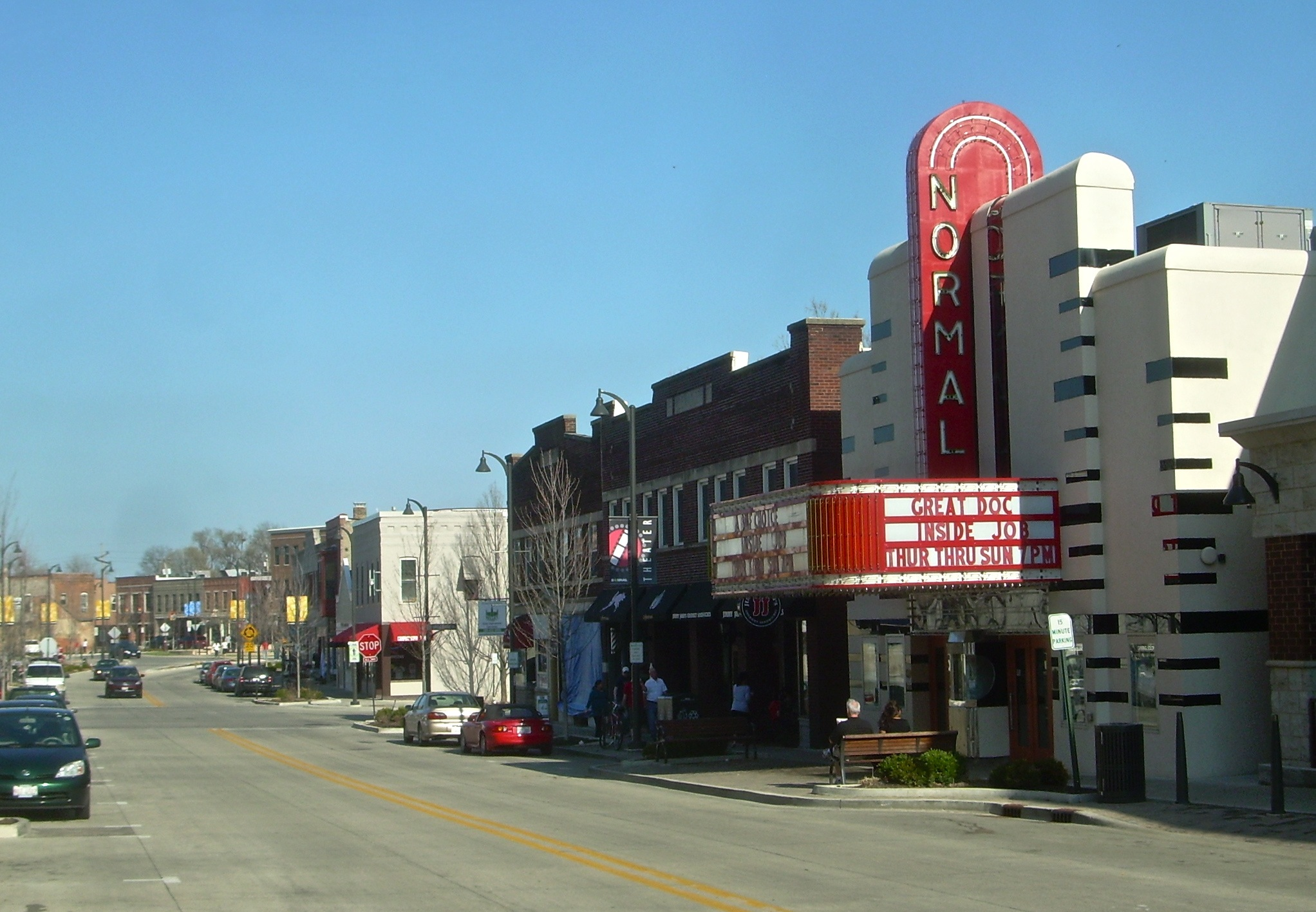
La ville de Normal, Illinois.

Bloomington-Normal est le nom donné à la combinaison de Bloomington et de Normal villes deux villes adjacentes situées dans le comté de McLean, dans le centre de Illinois. L'ensemble compte environ 125 000 habitants. On y trouve l’Illinois State University